# Тупољев АНТ-29/ДИП
Тупољев АНТ-29/ДИП  (рус. Туполев АНТ-29/ДИП) је био двомоторни ловачки авион направљен у Совјетском Савезу. Авион је први пут полетео почетком 1935. године.

## Пројектовање и развој
На инсистирање Команде војног ваздухопловства Совјетског Савеза 1932. године ОКБ 156 Тупољев (Опитни Конструкциони Биро - Тупољев) је почео рад на пројекту двомоторног ловца наоружаног бестрзајним топом од 102mm. За разлику од претходног пројекта Тупољев АНТ-23 овај авион је био предвиђен по класичној шеми: нискокрилни авион потпуно металне конструкције са два мотора постављена на нападну ивицу крила, са увлачећим стајним трапом и глатком облогом крила и трупа. Задатак је био поверен групи коју је предводио главни конструктор П. О. Сухој. Пројект и прототип су завршени до фебруара 1935. године и поред тога што су тактичко технички услови мењани у току рада на пројекту. Први пробни лет је обавио пробни пилот Сергеј Корзиншиков 14. фебруара 1935. године.

### Технички опис
Ловачки авион Тупољев АНТ-29/ДИП је био двомоторни двоседи конзолни нискокрилац металне конструкције. Покретала су га два линијска 12-то цилиндрична течношћу хлађена мотора Hispano-Suiza 12Ybrs снаге 558kW, постављена на нападну ивицу крила. Мотор је био опремљен трокраком металном елисом променљивог корака. Испод мотора су били смештени хладњаци заштићени шалузином. Пилот је седео у затвореном кокпиту који се налазио у кљуну авиона иза леђа пилота је био смештен задњи стрелац тј. оператор-оружар. Труп авиона је облог попречног пресека који се сужавао идући ка репу авиона. Крила су била трапезастог облика са кружним завршетком крајева. Нападна ивица крила је била коса. Облога крила авиона је била од равног Ал-лима а труп је такође био обложен са равним алуминијумским лимом. Конструкција структуре трупа и крила је била изведена комбинацијом цеви и профила од дуралуминијума. Стајни трап је био увлачећи, предњи точкови са гумама ниског притиска су се у току лета увлачили у простор иза мотора. Испод репног дела авиона је била постављена дрљача, као трећа ослона тачка авиона. Од наоружања авион је био опремљен једним безтрзајаним топом Курчевски АПК-8 од 102mm смештеним у трупу авиона испод пилотске кабине. На предњој страни у трупу авиона су такође била смештена и два митраљеза ШКАС 7,62mm смештени у трупу авиона. За одбрану авиона из задње сфере, задњи стрелац је био опремљен једним митраљезом ШКАС 7, 62mm.

## Наоружање
| Наоружање авиона: Тупољев АНТ-29/ДИП |                        |
| Ватрено (стрељачко) наоружање        |                        |
| Топ                                  |                        |
| Број и ознака топа                   | Курчевски АПК-8 од 102 |
| Број граната                         | 16                     |
| Калибар                              | 102                    |
| Митраљез                             |                        |
| Број и ознака митраљеза              | 3 x ШКАС               |
| Број метака                          | 1.000 сваки            |
| Калибар                              | 7,62                   |
| Бомбардерско наоружање (бомбе)       |                        |
| Ракетно наоружање (ракете)           |                        |

## Оперативно коришћење
Пројект авиона Тупољев АНТ-29/ДИП је напуштен након неуспеха примене бестрзајних топова Курчевског за кога је овај авион пројектован. Пројект је остао само на прототипу и није оперативно коришћен. Корист од овог авиона је била у томе што су одређена добра решења примењена на овом моделу касније коришћена код других пројеката ОКБ 156 Тупољев (Опитни Конструкциони Биро - Тупољев).

## Земље које су користиле овај авион
- СССР